# Matford Alsace V8
La Marford Alsace V8 è un'autovettura di fascia alta prodotta dal 1935 al 1937 dalla Casa automobilistica franco-statunitense Matford.

## Profilo
Si trattava del primo modello commercializzato dalla Matford. La Alsace V8 condivideva telaio e meccanica con la Ford V8-48, prodotta in parallelo con la Alsace V8 stessa e derivata a sua volta direttamente dalla Ford Model B commercializzata negli USA.

La Alsace V8 fu lanciata nel settembre 1935 e montava un motore V8 da 3621 cm³, in grado di erogare una potenza massima di 90 CV a 3800 giri/min. Tale motore aveva la distribuzione a valvole laterali comandate da un albero a camme centrale.

Le sospensioni erano ad assale rigido sia davanti che dietro. Il cambio era manuale a 3 marce e la velocità massima era di 130 km/h.

Esteticamente, la Alsace V8 si presentava come un'elegante berlina a quattro porte, dal disegno arrotondato e gradevole. Le portiere anteriori e posteriori erano entrambe incernierate sul montante centrale, cosicché le anteriori si aprivano all'indietro e le posteriori in avanti. La coda era maggiormente inclinata rispetto a quella della V8-48 e ciò comportò in primo luogo l'avanzamento del divanetto posteriore ed in secondo luogo l'aumento del volume del bagagliaio.

La Alsace V8 era prevista in due versioni, la Standard e la De Luxe, con finiture più eleganti ed equipaggiamento più completo.

All'inizio del 1936, la gamma fu completata verso il basso dall'arrivo della Alsace V8-62, che montava un V8 da 2225 cm³ in grado di erogare 60 CV a 3800 giri/min. Si differenziava esteriormente dalla sorella maggiore per il telaio a passo accorciato di 10 cm e passato così da 2.85 a 2.75 m, ma anche per l'assenza del predellino e per il frontale rinnovato.
La velocità massima era di 120 km/h.

Con l'arrivo di quest'ultimo modello, la Alsace V8 fu ribattezzata Alsace V8-66, ma le caratteristiche rimasero quelle del modello precedente.

L'unica variante per quanto riguardava la gamma Matford del 1936 fu l'introduzione della versione cabriolet per entrambi i modelli.

Nel 1937 vi fu un nuovo restyling: la carrozzeria era sostanzialmente la stessa, ma i fari anteriori furono semi-inglobati nella carrozzeria stessa, sul modello delle contemporanee Lincoln Zephyr. Per l'occasione, la gamma fu nuovamente ribattezzata: persa la denominazione Alsace, la Alsace V8-62 con motore d 2.2 litri divenne V8-72, mentre la versione di punta divenne V8-76. Anche per questi nuovi modelli era prevista la versione cabriolet. Meccanicamente, niente di nuovo.

Furono gli ultimi modelli della gamma e furono prodotti fino alla fine di quello stesso anno.